# 计志忠
计志忠（1927年—），男，浙江奉化人，中国药物化学家，曾任沈阳药学院教授、博士生导师。著有《化学制药工艺学》。